# NGC 457
NGC 457 (другое обозначение — OCL 321, также известно как Скопление Стрекоза, Скопление Сова) — рассеянное звёздное скопление в созвездии Кассиопея.
В скоплении содержится более 60 переменных звезд, в том числе 14 типа δ Щита, одна цефеида, одна переменная звезда типа RR Лиры, 21 полуправильная переменная звезда, 13 затменно-двойных звёзд, 10 медленно пульсирующих звезд.
Уильям Гершель открыл его 18 октября 1787 года, но, по словам Штейнике, Гершель уже наблюдал это скопление (но не записал его как таковое) во время своих более ранних исследований двойных звезд.
Этот объект входит в число перечисленных в оригинальной редакции «Нового общего каталога».